# Whirr
Whirr es una banda estadounidense de shoegaze originaria de Modesto, California formada en 2010. Originalmente el grupo era conocido como "Whirl", pero tuvieron que cambiarlo después de enterarse de que una mujer que realizaba covers de Black Sabbath llamó así a su proyecto musical, e interpuso una demanda ya que previamente había registrado el nombre. El sonido shoegaze de Whirr es comúnmente comparado con My Bloody Valentine y Slowdive.

## Historia
Whirr lanzó de forma independiente un demo en formato casete y el EP Distressor antes de firmar contrato con Tee Pee Records en 2011. La banda lanzó June ese mismo año, seguido de su álbum debut Pipe Dreams, el cual tendría un buen recibimiento por parte de la crítica especializada.
Whirr lanzó el EP Around el 9 de julio de 2013 y realizaron una serie de conciertos para su promoción en agosto al lado de la banda Nothing. Como resultado, miembros de Nothing y Whirr formaron un proyecto paralelo llamado Death of Lovers. Posteriormente, Whirr y Nothing lanzaron el split Whirr / Nothing. Bassett se uniría a Nothing como bajista y saldría de gira con ellos. Bassett también comenzó un nuevo proyecto de indie pop con la anterior vocalista de Whirr, Alexandra Morte, llamado Camera Shy, mientras que el guitarrista Joseph Bautista se unió a Best Coast.
El 23 de septiembre de 2014, Whirr lanzó su segundo álbum, Sway, con Graveface Records.
El 25 de octubre de 2019, Time Well Recordings y Devin Nunes anunciaron que la banda lanzaría su tercer álbum de estudio, Feels Like You. Aunque inicialmente se intentó lanzar únicamente en formato de vinilo, el álbum se puso a disponibilidad en una edición limitado a 650 copias las cuales se agotaron el primer día de lanzamiento. Poco después, el álbum fue filtrado en Internet por lo que la banda optó por hacer un lanzamiento digital disponible en su página de Bandcamp, donde incluyeron pedidos en formato vinilo.
El 14 de febrero de 2023, Whirr anunció el lanzamiento de un álbum en vivo, titulado "Live In Los Angeles". Los pedidos del álbum incluyeron dos nuevas canciones Muta y Blue Sugar, las cuales fueron grabadas en Enero de 2023 en el estudio Earth Analog.

### Controversias
El 19 de octubre de 2015, una serie de comentarios despectivos transfóbicos hacia la banda de hardcore punk de Washington, G.L.O.S.S, fueron publicados en la cuenta oficiall de Twitter de Whirr, en los cuales se podían leer cosas como: "[G.L.O.S.S.] son solo un puñado de chicos corriendo en círculos en ropa interior haciendo música basura", entre otros de la misma índole. Estos twits les trajeron repercusiones; las disqueras Graveface, con quienes lanzaron el álbum Sway y Run for Cover Records, con quienes lanzaron sus primeros EPs, cortaron relaciones con la banda. Bassett admitió que el primer twit hacia G.L.O.S.S. sí lo había publicado él (en el cual se leía: "Lol @ G.L.O.S.S."), en respuesta a un rumor escuchado de que dicha banda únicamente admitía que cierto tipo de gente asistiera a sus presentaciones y comprar su mercancía. Según Bassett, el resto de los twits fueron publicados por un amigo de la banda y sus declaraciones no reflejaban la forma de pensar de Whirr. Whirr publicó una disculpa pública desde su cuenta de Twitter la mañana siguiente, argumentando que habían cortado todo tipo de relación con la persona responsable de los comentarios ofensivos. La presencia de Whirr en las redes sociales respecto a sus fans ha sido difícil desde entonces.

## Discografía

### Álbumes de estudio
- Pipe Dreams (2012, Tee Pee Records|Tee Pee)
- Sway (2014, Graveface Records|Graveface)
- Feels Like You (2019, independiente)
- Raw Blue (2025, independiente)

### Álbumes en vivo
- Live in Los Angeles (2023, independiente)

### EPs
- Demo (2010, independiente)
- Distressor (2010, independiente)
- Part Time Punks Sessions (2012, Run for Cover)
- Around (2013, Graveface)

### Sencillos
- June (2011, Tee Pee)
- Muta / Blue Sugar (2023, independiente)

### Splits
- Whirr / Anne (split con Anne) (2012, Run for Cover)
- "Color Change"/"Flat Lining" (split con Monster Movie) (2012, Graveface)
- Whirr / Nothing (split con Nothing) (2014, Run for Cover)

### Recopilaciones
- "Pennyroyal Tea" (cover de Nirvana) on In Utero, in Tribute, in Entirety (2014, Robotic Empire)
- "Color Change (Alternate)" en Mixed Singles Vol. 2 (2014, Run for Cover)